# Enrico Valtorta

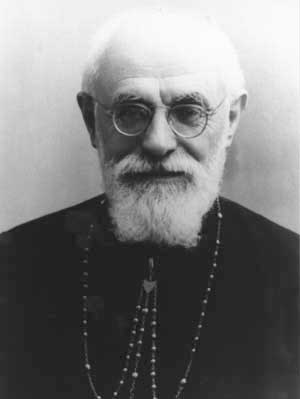
Enrico Valtorta

Enrico Pascal Valtorta (chinesisch 恩理覺; * 14. Mai 1883 in Carate Brianza, Königreich Italien; † 3. September 1951 in Hongkong) war ein italienischer Geistlicher.
Valtorta wurde am 30. März 1907 in Mailand zum Priester für das Päpstliche Institut für die auswärtigen Missionen geweiht. Anschließend reiste er nach Hongkong und kam am 5. Oktober 1907 an.

Wappen von Enrico Valtorta

Papst Pius XI. ernannte ihn am 8. März zum Apostolischen Vikar von Hongkong und Titularbistum von Lerus. Am 13. Juni 1926 weihte Celso Costantini, Apostolischer Delegat in China, ihn zum Bischof. Mitkonsekratoren waren Antoine-Pierre-Jean Fourquet MEP, Apostolischer Vikar von Canton, und José da Costa Nunes, Bischof von Macau. Am 11. April 1946 erhob Pius XII. das Apostolische Vikariat zum Bistum Hongkong und ernannte Valtorta zum ersten Bischof. Die Inthronisation fand am 31. Oktober 1948 statt.
Das Valtorta College in Tai Po ist nach ihm benannt.